# Юсупов, Николай Борисович
О его внуке и полном тёзке см. Юсупов, Николай Борисович (младший)
Князь Никола́й Бори́сович Юсу́пов (15 (26) октября 1750 — 15 июля 1831, Москва) — государственный деятель Российской империи, дипломат (1783—1789), любитель искусства, один из крупнейших в России коллекционеров и меценатов, владелец подмосковных усадеб Архангельское и Васильевское.
Занимаемые официальные посты: главноуправляющий Оружейной палаты и Экспедиции кремлёвского строения, директор Императорских театров (1791—1796), заведующий императорскими коллекциями в Эрмитаже (1797), возглавлял дворцовые стекольные, фарфоровые и шпалерные заводы (c 1792), сенатор (с 1788), действительный тайный советник (1796), министр Департамента уделов (1800—1816), член Государственного совета (с 1823).

## Биография
Единственный сын московского градоначальника Бориса Юсупова, представитель богатейшего княжеского рода Юсуповых, который пресёкся на его правнучке Зинаиде.
Помогая приобретать произведения искусства императрице Екатерине II и её сыну Павлу I, князь был посредником при исполнении императорских заказов европейскими художниками. Таким образом, коллекция Юсупова формировалась из тех же источников, что и императорская, поэтому в коллекции Юсупова находились работы крупнейших пейзажистов.
Семейные традиции и принадлежность по службе к Коллегии иностранных дел оказали существенное влияние на его личность и судьбу. Масон, в начале 1770-х годов посещал заседания петербургской ложи «Совершенного согласия».
В его долгой жизни можно выделить несколько этапов, имевших решающее значение для формирования коллекции.
Прежде всего — это первое образовательное заграничное путешествие 1774—1777 годов, пребывание в Голландии и обучение в Лейденском университете. Тогда пробудился интерес к европейской культуре и искусству, зародилось увлечение собирательством. В эти годы он совершил Grand Tour, посетив Англию, Португалию, Испанию, Францию, Италию, Австрию. Он был представлен многим европейским монархам, был принят Дидро и Вольтером.

Мои книги и несколько хороших картин и рисунков — единственное моё развлечение.— Н. Б. Юсупов
В Лейдене Юсупов приобрёл редкие коллекционные книги, картины и рисунки. Среди них — издание Цицерона, выпущенное знаменитой венецианской фирмой Альдов (Мануциев), с памятной надписью о покупке: «a Leide 1e mardi 7bre de l’annee 1774» (в Лейдене в первый вторник сентября 1774 года). В Италии князь познакомился с немецким пейзажистом Я. Ф. Хаккертом, ставшим его советчиком и экспертом. Хаккерт написал по его заказу завершённые в 1779 году парные пейзажи «Утро в окрестностях Рима» и «Вечер в окрестностях Рима» (обе — Государственный музей-усадьба «Архангельское»). Античность и современное искусство — эти два главных увлечения Юсупова и в дальнейшем будут определять основные художественные предпочтения, созвучные эпохе становления и развития последнего большого интернационального художественного стиля в европейском искусстве — классицизма.
Вторым важным этапом в формировании собрания стали 1780-е годы. Как сведущий в искусствах и известный при европейских дворах человек, Юсупов вошёл в свиту и сопровождал в 1781—1782 годах в путешествии по Европе графа и графиню Северных (великого князя Павла Петровича и великую княгиню Марию Фёдоровну). Обладая большими знаниями, вкусом к изящным искусствам, он исполнял поручения Павла Петровича и значительно расширил свои связи с художниками и комиссионерами, впервые посетил мастерские самых знаменитых художников — А. Кауфман в Венеции и П. Батони, гравёра Дж. Вольпато, известного репродукционными гравюрами с произведений Рафаэля в Ватикане и Риме, Юбера Робера, К. Ж. Верне, Ж.-Б. Грёза и Ж.-А. Гудона в Париже. Затем отношения с этими художниками поддерживались на протяжении многих лет, способствуя пополнению личного собрания князя.
1790-е годы — стремительный взлёт карьеры Юсупова. Он в полной мере демонстрирует преданность русскому престолу, как стареющей императрице Екатерине II, так и императору Павлу I. При коронации Павла I он был назначен верховным коронационным маршалом. Эту же роль он выполнял на коронациях Александра I и Николая I.
С 1791 по 1802 год Юсупов занимал важные государственные посты: директора императорских театральных зрелищ в Петербурге (с 1791), директора императорских стеклянного и фарфорового заводов и шпалерной мануфактуры (с 1792), президента мануфактур-коллегии (с 1796) и министра уделов (с 1800).
В 1794 году Николай Борисович избран почётным любителем петербургской Академии художеств. Был произведён в действительные тайные советники 22 ноября 1796 года.
В 1797 году Павел I отдал в его ведение Эрмитаж, где размещалось императорское художественное собрание. Картинную галерею возглавил поляк Франц Лабенский, бывший до этого хранителем картинной галереи короля Станислава Августа Понятовского, которого Юсупов сопровождал во время его пребывания в Петербурге. Была проведена новая полная инвентаризация эрмитажного собрания. Составленная опись служила основным инвентарём до середины XIX века.
С 21 декабря 1798 г. великий командор Ордена Мальтийского и св. Иоанна Иерусалимского (с разрешением учредить особое командорство своего имени).
Государственные посты, занимаемые князем, позволяли непосредственно влиять на развитие национального искусства и художественных ремесел.
В 1810 году Юсупов в 60-ти летнем возрасте приобрёл у Марии Адамовны Голицыной за 245 тысяч рублей усадьбу Архангельское: дворцово-парковый ансамбль, созданный её мужем Н. А. Голицыным . В состав проданного имущества вошли также знаменитая голицинская библиотека, завод по производству стекла. Главным образом, усадьба Юсупову была нужна для поддержания своего имиджа, который к тому времени постепенно угасал.
Примеры полотен из собрания Н. Б. Юсупова
- Рембрандт. «Дама со страусовым пером»
- К. Лоррен. «Похищение Европы»
- Корреджо. «Портрет дамы»
- Буше. «Геркулес и Омфала»
- Дж. Б. Тьеполо. «Встреча Антония и Клеопатры»
- Давид. «Сафо и Фаон»

В Москве Юсупов жил в собственном дворце в Большом Харитоньевском переулке. В 1801—1803 гг. в одном из флигелей на территории дворца жила семья Пушкиных, в том числе и маленький Александр Пушкин. Поэт бывал и у Юсупова в Архангельском, а в 1831 г. Юсупов был приглашён на торжественный ужин в арбатскую квартиру молодожёнов Пушкиных.

Он пышно потухал восьмидесяти лет, окруженный мраморной, рисованной и живой красотой. В его загородном доме беседовал с ним Пушкин, посвятивший ему чудное послание, и рисовал Гонзага, которому Юсупов посвятил свой театр.— А. И. Герцен. «Былое и думы»

Скончался во время знаменитой эпидемии от холеры в Москве, в собственном доме в приходе церкви Харитония в Огородниках. Погребён в селе Спасское-Котово Можайского уезда Московской губернии, в старинной церкви Спаса Нерукотворного. А. Я. Булгаков сообщал дочери:
Единственно чем теперь занята Москва, это смерть князя Юсупова. Во вторник еще он был совсем здоров, поужинал с большим аппетитом, съел много персиков, винограда и дыни. Ночью жаловался на боли в желудке. Люди, боясь как бы это не холера, послали за доктором. Затем появилась рвота. Люди, видя, что доктора в большом страхе, послали за священником, которого держали спрятанным рядом с комнатой больного, когда больному предложили исполнить свой долг церкви, он с радостью согласился и его исповедовали и причастили. После этого он почувствовал себя еще хуже, и к 6 часам утра его уже не стало.
После 1917 года обширное собрание Юсупова было раздроблено, произведения из коллекции переданы во многие музеи. Основная часть коллекции хранится в ГМИИ имени А. С. Пушкина, Государственном Эрмитаже, Государственном музее-усадьбе «Архангельское». В 2001 г. эти предметы воссоединились в ГМИИ на выставке «Ученая прихоть. Коллекция князя Николая Борисовича Юсупова».

## Личная жизнь
Жена (с 1793 года) — Татьяна Васильевна Энгельгардт (1769—1841), вдова М. С. Потёмкина, племянница князя Г. А. Потёмкина, одна из наследниц последнего. Дети:
- Борис (1794—1849), гофмейстер, почётный опекун. С 1827 года женат на Зинаиде Ивановне Нарышкиной.
- Николай (10.12.1795[10]—18.03.1796[11]).
- Мария (17.03.1802[12]— ?)

В Метрической книге церкви Вознесения, что в Адмиралтейских слободах Санкт-Петербурга (запись № 242 от 1790 года), сказано о рождении 26 сентября у «князя Николая Борисовича Юсупова незаконнорожденного сына Бориса» и крещении его священником этой церкви Иваном Фёдоровым.
Среди фавориток Юсупова были французская балерина Биготтини и петербургская танцовщица Арина Тукманова.
В 1812 году князь взял под своё покровительство ученицу Дидло, 18-летнюю Екатерину Петровну Колосову (ум. 1816), которая, по свидетельству балетмейстера Глушковского «собою была не красавица, но талантливая артистка; санкт-петербургская публика очень её любила». Она умерла, прожив у князя не более четырёх лет и оставив ему двоих сыновей. Юсупов дал детям фамилию Гирейских и на каждого положил по 50 тысяч руб. в Опекунский совет. Один из них умер в возрасте семи лет, другой, Сергей Николаевич, получил хорошее образование и жил большей частью за рубежом.

## Награды
- Орден Святого апостола Андрея Первозванного (1797)
- Орден Святого Владимира 1-й степени (1814)
- Орден Святого Станислава (Польша)
- Командор Ордена Святого Иоанна Иерусалимского (1798)
- Алмазные знаки к Ордену Святого апостола Андрея Первозванного (1801)
- Знак отличия за 50 лет беспорочной службы (22.08.1830)